# Tornado de Woldegk de 1764
O Tornado de Woldegk de 1764 foi um tornado extremamente violento e poderoso que é considerado por meteorologistas europeus como "um dos mais fortes já documentados na história" e atingiu uma faixa da cidade de Woldegk, Alemanha, em 29 de junho de 1764. Recebendo a classificação exclusiva T11 na escala TORRO, juntamente com uma classificação F5 na escala Fujita e teve ventos estimados em pelo menos 300 milhas por hora (480 km/h). O tornado percorreu 30 quilômetros (19 mi) e atingiu uma largura máxima de 900 metros (980 yd). A maior parte das informações conhecidas sobre este tornado veio de um estudo detalhado de 77 parágrafos do cientista alemão Gottlob Burchard Genzmer, que foi publicado um ano após a ocorrência do tornado. O tornado destruiu completamente diversas estruturas de pedra e tijolos, e vários galhos grandes de árvores teriam sido lançados na atmosfera. Muitas áreas foram cobertas com até 2 centímetros (0,8 pol) de gelo. A tempestade que produziu o tornado estava seca, com quase nenhuma chuva registrada. Granizo grande, que supostamente atingiu 15 centímetros (6 pol) de diâmetro cobria o solo. O granizo causou danos significativos às plantações e propriedades, matou dezenas de animais e feriu várias pessoas em uma grande área ao redor do tornado e a noroeste de sua trajetória. Além desses eventos, rajadas de ventos severas (downbursts; com danos em F2) foram registradas em outras zonas da Alemanha.

## Resumo do tornado
O tornado atingiu o solo com intensidade F2 a cerca de 1,5 quilômetros (0,9 mi) a sudoeste de Feldberg, e começou a arrancar carvalhos e faias do solo. A intensidade aumentou para F2–F3, jogando duas crianças em dezenas de metros, que sobreviveram, em um lago. Nesse período, vários gansos foram "esmagados" pelo granizo, e o tornado atingiu uma largura de cerca de 100 metros (110 yd). Seguindo para nordeste, o tornado atravessou um lago e foi avistado por uma pessoa, que o descreveu como um "tornado wedge". A testemunha disse que a água de um lago subiu e depois recuou durante a passagem do tornado sobre a mesma. Depois de atravessar o lago, o tornado arrancou o telhado e as paredes de uma casa. Foi aqui que ocorreu o único óbito causado pelo tornado.

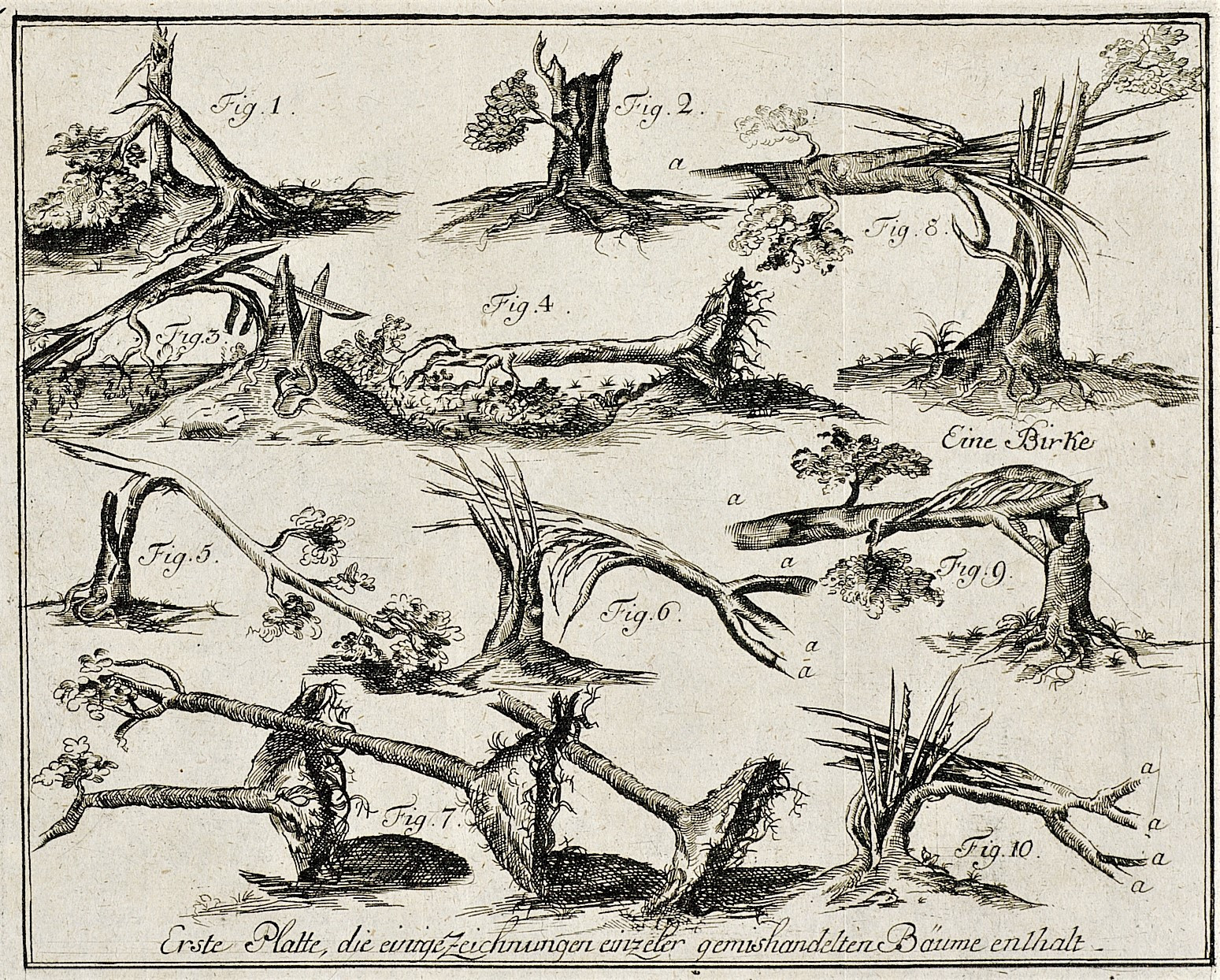
Uma placa de cobre de Genzmer apresentando vários tipos de danos florestais causados pelo tornado.

O tornado mudou de direção leste-nordeste e estreitou para uma largura de 45 metros (49 yd). Ao atingir sua menor largura, ainda mantendo a intensidade F3, uma possível tromba d'água gêmea ou satélite se fundiu a ela ao longo da costa do Lago Luzin. Imediatamente depois, o tornado mudou de direção quase para o norte e intensificou-se para intensidade F3–F4, destruindo inteiramente uma floresta de faias. Depois, cresceu para 225 metros (250 yd), quebrando e arrancando vários carvalhos isolados, lançando-os a 35 metros (38 yd) no ar. A deriva do solo, conhecida hoje como ground scouring, ocorreu nessa área. Arvoredos, grama e 10 centímetros (4 pol) da camada superficial do solo foram arrancadas. O tornado então virou para nordeste, onde destruiu completamente a Floresta Lichtenberg.
O tornado se intensificou, causando intenso descascamento (debarking) de um carvalho com intensidade F4 e logo depois atingiu seu pico de intensidade (F5). Uma mansão de pedra, com uma fazenda de laticínios adjacente, foi totalmente nivelada do solo, deixando apenas o andar térreo intacto. Foram arrancados do solo muitas árvores de carvalho, e pedras de calçadas pesando 75 quilogramas (Predefinição:Convert/lbs) foram lançados em vários km de distância. O Laboratório Europeu de Tempestades Severas afirmou que os danos extremos na mansão justificaram uma classificação de F5/T11, com velocidades de vento estimadas de pelo menos 300 mph (480 km/h). Uma testemunha descreveu a experiência como ser “cercado por pássaros presos no vórtice”. Após destruir completamente a mansão, o tornado enfraqueceu rapidamente para F1 e deixou uma faixa de 500 metros (550 yd) e um amplo caminho de danos em uma floresta.
O tornado logo se intensificou novamente quando atingiu Rothe Kirche e arrancou uma velha árvore de carvalho, e retirou um esqueleto de uma cova com intensidade F3. Nessa época, o tornado atingiu sua largura máxima de 900 metros (980 yd) e causou danos severos em uma floresta de carvalhos e faias. O tornado continuou para nordeste, passando a oeste de Woldegk, perto do assentamento de Canzow, onde danificou uma mansão, destruiu dois celeiros e derrubou sete carroças de esterco com intensidade F2–F3. Mais ao nordeste, o tornado atingiu uma revoada de gansos em voo, matando alguns e ferindo entre 60 e 100 gansos. Danos isolados em árvores também foram observados nessa área. O tornado então atingiu Helpt com intensidade F2, onde uma mansão e outra estrutura sofreram danos no telhado, além de o andar superior ter sido removido de uma garita. Após atingir Helpt, o tornado se dissipou.

## Artigos relacionados
- Lista de tornados F5, EF5 e IF5
- Lista de tornados e ondas de tornados na Europa
- Tornado de Montello de 1930
- Climatologia de tornados
- Supercélula